# Malcolm Baldrige
Howard Malcolm "Mac" Baldrige, Jr. (4 de octubre de 1922-25 de julio de 1987) fue un político estadounidense. Nombrado secretario (ministro) del Departamento de Comercio de Estados Unidos por Ronald Reagan en 1981, cargo que ocupó hasta su fallecimiento por accidente durante un rodeo en 1987.

## Muerte y legado
Durante su infancia y adolescencia trabajó como peón de rancho y obtuvo varios premios como cordelero profesional en el circuito de rodeo. Falleció el 25 de julio de 1987, debido a las lesiones internas sufridas en un accidente de rodeo mientras participaba en una competición de amarre de terneros, cuando el caballo que montaba le cayó encima en el rancho Jack Roddy en Brentwood, en el este del condado de Contra Costa, 70 km al este de San Francisco. Tras el accidente, fue trasladado en helicóptero al hospital John Muir en Walnut Creek, California pero las lesiones eran fatales. Le sobrevivieron su esposa y dos hijas, siendo enterrado en el cementerio de Woodbury, Connecticut. Su servicio como Secretario de Comercio fue uno de los más largos de la historia de Estados Unidos. Él y Ron Brown son los únicos que murieron mientras estaban en el cargo.
A partir de 1988, el presidente de los Estados Unidos entrega anualmente el premio de calidad nombrado en honor a Baldrige, el Malcolm Baldrige National Quality Award.